# Most wielkiej księżnej Szarlotty
Most wielkiej księżnej Szarlotty, znany także jako Czerwony Most – most drogowy znajdujący się w centralnej części miasta Luksemburg. 
Prowadzi drogę N51 przez rzekę Alzette. Most jest często nazywany Czerwonym Mostem, ze względu na jego charakterystyczny czerwony kolor. Przez most przejeżdżać mogą samochody, rowery i tramwaje. Budowę mostu rozpoczęto 20 kwietnia 1962 roku a zakończono w 1965 roku. W 1989 roku most odmalowano, w 1993 roku na moście znalazły się bariery bezpieczeństwa, w latach 2015-2018 most został wyremontowany. Most oświetlają diody LED. W 2016 roku wydano znaczek pocztowy, na którym znajdował się most. W tym roku wydana została także okolicznościowa moneta 2 euro z mostem. Most łączy dwie dzielnice Luksemburga – Limpertsberg z Kirchbergiem. Oficjalna nazwa mostu honoruje wielką księżną Luksemburga Szarlottę.  